# 湘南村
湘南村（しょうなんむら）は、かつて神奈川県津久井郡にあった村である。現在は相模原市緑区の一部である。

## 地理
- 河川:相模川、串川
- 山:小倉山

## 歴史
- 1889年（明治22年）4月1日 - 町村制施行により、小倉村および葉山島村が合併し、神奈川県津久井郡湘南村が成立する。
- 1921年（大正10年） - 村営で電気事業開始[1]。水力発電所（串川、出力30kw）[2]
- 1939年（昭和14年） - 日本電力へ電気事業譲渡[3]
- 1948年（昭和23年）4月1日 - 1953年（昭和28年）3月31日まで、村内の国有地全域が禁漁区となる[4]。
- 1953年（昭和28年）11月1日 - 1963年（昭和38年）10月31日まで、村内の国有林が小倉山禁猟区となる[5]。
- 1954年（昭和29年）2月16日 - モーターボート競走法の指定自治体となる[6]。

- 1955年（昭和30年）4月1日 - 川尻村、三沢村の一部（大字中沢）と合併して城山町が発足。同日湘南村廃止。

湘南村廃止後
- 2007年（平成19年）3月11日　城山町が相模原市に編入。
- 2010年（平成22年）4月1日　相模原市が政令指定都市へ移行。当地域は緑区に属する。

## 交通

### 鉄道路線
村内に鉄道路線はない。

### 道路
相模川沿いに村内を南北に結ぶ道路（現在の神奈川県道511号太井上依知線）がある。

## 現在の町名
相模原市緑区
- 住居表示未実施 - 大字小倉、大字葉山島